# Overland (Missouri)
Overland – miasto w Stanach Zjednoczonych, w stanie Missouri, w hrabstwie St. Louis.